# كلاتة خوش (إسفراين)
كلاتة خوش (بالفارسية: کلاته خوش) هي قرية تقع في قسم دامن كوه الريفي (مقاطعة إسفراين) في إيران. يقدر عدد سكانها بـ 189 نسمة بحسب إحصاء 2016.